# Helmut Friedrich Lepp
Helmut Friedrich Lepp (* 30. Mai 1913 in Marbach am Neckar; † 1996 in Vilshofen an der Donau) war ein deutscher Zahnarzt.

## Leben
Lepp studierte zunächst an der Ludwig-Maximilians-Universität München und dann an der Universität Hamburg Zahnmedizin. In der Münchener Zeit wurde er 1932 im Corps Ratisbonia recipiert. Er trat 1933 der SA bei. Nach seiner Approbation 1935 war er bei August Lindemann Assistent an der Westdeutschen Kieferklinik in Düsseldorf. 1937 schloss er sich dem Nationalsozialistischen Deutschen Ärztebund, dem Nationalsozialistischen Altherrenbund und der NSV an. Am 16. Mai 1937 beantragte er die Aufnahme in die NSDAP und wurde rückwirkend zum 1. Mai desselben Jahres aufgenommen (Mitgliedsnummer 5.215.079). 1938 wechselte er als Assistent an das Zahnärztliche Institut der Universität zu Köln. 1939 wurde er an der Medizinischen Akademie Düsseldorf zum Dr. med. dent. promoviert. 1940 wechselte er als Assistent von Hans Pichler an die Kieferstation der I. Chirurgischen Klinik der Universität Wien. Er diente ab 1940 als Unterarzt bei der Luftwaffe (Wehrmacht) und avancierte 1942 zum Oberarzt.
In der Nachkriegszeit in Deutschland ging er 1947 als Assistent an die Zahnklinik der Westfälischen Wilhelms-Universität Münster. Spätestens 1948 wechselte er als Fachzahnarzt für Kieferchirurgie an die Klinik für Mund-, Zahn- und Kieferkrankheiten der Ruprecht-Karls-Universität Heidelberg. 1953 ging er als Oberarzt an das Universitätskrankenhaus Hamburg-Eppendorf. Es folgte die Auswanderung nach Venezuela, wo er ab 1955 als Dozent für Zahnmedizin in Maracaibo und Caracas arbeitete. 1957 wurde er – ohne dass er sich habilitiert hatte – von der Universidad Central de Venezuela zum Professor ernannt. Seine Arbeits- und Forschungsschwerpunkte waren die Osteomyelitis des Schädels, Karzinome der Mundhöhle, die Lokalanästhesie (Zahnmedizin) und die Mikrofotografie. Nach seiner Emeritierung kehrte er nach Deutschland zurück.

## Werke
- Über fortgeleitete odontogene Schädelosteomyelitis mit Hirnabszeß, DZZ 2 (1947),S. 581–594.
- De l'importance du Plexus veineux ptérygoidien. Med. Hyg. 9 (1951), 326.
- Zur funktionellen Bedeutung des Plexus pterygoideus. Schweiz. Mschr. Zahnheilk. 61 (1951), 693f.
- Über eine neue intravenöse Injektions- und Punktionsmethode, DZZ 8 (1953), S. 511f.
- Über die Cité Internationale Universitaire de Paris. DZZ 8 (1953), S. 691–693.
- Sulle complicazioni endocraniche di origine dentale. Riv. Ital. Stomatol. 8 (1953), S. 398–404.
- Avance en la microfotografia moderna (1957).
- Consideraciones sobre investigación científica y enseñanza universitaria (A la vez una invitación para colaborar en una nueva asociación estomatológica para la investigación en patología bucodental) (1958).
- La idea de la universidad (1978)

## Ehrungen
- 1969 verlieh ihm das Corps Transrhenania München das Band.[1]
- 1975 Ernennung zum „Membre titulaire étranger“ durch die „Académie dentaire de France“